# Snoo Wilson
Andrew James Wilson (2 de agosto de 1948 - 3 de julio de 2013), más conocido como Snoo Wilson, fue un dramaturgo, guionista y director inglés. Sus primeras obras como Blow-Job (1971) eran abiertamente políticas, a menudo combinando el comentario social duro con la comedia. En sus últimas obras se apartó de los temas puramente políticos, que abarca una gama de surrealismo, mágico, filosófico y alocado, temas de humor negro.
Después de estudiar literatura en la Universidad de East Anglia, Wilson comenzó su carrera como escritor en 1969. Empezó a construir su reputación con una serie de obras de teatro y guiones de cine en la década de 1970 y fue uno de los fundadores de la Compañía de Teatro Portátil, una compañía itinerante concentrándose en el tetaro experimental. A mediados de la década de 1970, trabajó como dramaturgo para la Royal Shakespeare Company y produjo una de sus obras mejor conceptuadas, The Soul of the White Ant. En 1978, su presentación surrealista The Glad Hand atrajo la atención favorable, al igual que su obra de teatro de 1994, Darwin's Flood, entre otros. Él continuó escribiendo obras de teatro y guiones de cine hasta el final de su vida, incluso para el Teatro Bush. También escribió varias novelas y tuvo cargos docentes.
Wilson nació en Reading, fue el hijo de dos maestros: Leslie Wilson y su esposa Pamela Mary née Boyle.

## Otras lecturas
- Bierman, James. "Enfant Terrible of the English Stage." Modern Drama. v. 24 (Dec. 1981): 424–435.
- Coe, Ada. "From Surrealism to Snoorealism: the Theatre of Snoo Wilson", New Theatre Quarterly 5.17 (1989): 73.
- Dietrich, Dawn. "Snoo Wilson." In British Playwrights, 1956–. Ed. William W. Demastes. Greenwood Press, 1996. ISBN 0-313-28759-7.
- Wilson, Snoo. Snoo Wilson: Plays. 1. London: Methuen Drama, 1999.